# Morti nel 1787
| Questa pagina contiene informazioni ricavate automaticamente dalle voci biografiche con l'ausilio del template Bio e di un bot. L'aggiornamento è periodico e automatico e ricostruisce completamente la pagina. Se manca una persona in questa lista, sei pregato di non aggiungerla, ma accertati piuttosto che la sua voce biografica contenga il template Bio e che i dati anagrafici siano correttamente compilati. Se il template Bio manca, inseriscilo tu stesso o, in alternativa, metti l'avviso {{tmp\|Bio}} che ne segnala la mancanza. Se i dati riportati sono sbagliati, correggi direttamente la voce biografica; le modifiche saranno visibili in questa lista entro pochi giorni. Per chiarimenti vedi il progetto biografie. La lista contiene solo le 102 persone che sono citate nell'enciclopedia e per le quali è stato implementato correttamente il template Bio. Pagina aggiornata al 7 dic 2024. |

## Gennaio(11)
- 1º gennaio - José Anastacio da Cunha, matematico portoghese (n. 1744)
- 1º gennaio - Arthur Middleton, politico statunitense (n. 1742)
- 2 gennaio - Claude-Henry Feydeau de Marville, politico, magistrato e nobile francese (n. 1705)
- 4 gennaio - Ludovico Gallina, pittore italiano (n. 1752)
- 4 gennaio - Giuseppe Federico di Sassonia-Hildburghausen, generale austriaco (n. 1702)
- 6 gennaio - Onofrio del Grillo, funzionario italiano (n. 1714)
- 8 gennaio - William Draper, generale inglese (n. 1721)
- 13 gennaio - Francesco Zugno, pittore italiano (n. 1709)
- 14 gennaio - Antonio Casali, cardinale italiano (n. 1715)
- 18 gennaio - Francesco Ladatte, scultore italiano (n. 1706)
- 28 gennaio - Giulio Cesare Colonna di Sciarra, V principe di Carbognano, principe italiano (n. 1702)

## Febbraio(7)
- 4 febbraio - Pompeo Batoni, pittore italiano (n. 1708)
- 13 febbraio - Filippo II di Schaumburg-Lippe, sovrano tedesco (n. 1723)
- 13 febbraio - Ruggero Giuseppe Boscovich, gesuita, astronomo e matematico dalmata (n. 1711)
- 13 febbraio - Charles Gravier, politico e diplomatico francese (n. 1717)
- 15 febbraio - Vincenzo Miotti, fisico e astronomo italiano (n. 1712)
- 25 febbraio - Anton Ignaz von Fugger-Glött, vescovo cattolico austriaco (n. 1711)
- 28 febbraio - Ulrica Federica Guglielmina d'Assia-Kassel, nobildonna tedesca (n. 1722)

## Marzo(5)
- 11 marzo - Maximilien Gardel, ballerino e coreografo francese (n. 1741)
- 12 marzo - Daniele Filippo Farsetti, letterato italiano (n. 1725)
- 12 marzo - Vicente Antonio García de la Huerta, poeta e drammaturgo spagnolo (n. 1734)
- 22 marzo - Charles de Fitz-James, militare francese (n. 1712)
- 30 marzo - Anna Amalia di Prussia, principessa, compositrice e badessa prussiana (n. 1723)

## Aprile(7)
- 2 aprile - Francesco Saverio Clavigero, gesuita, docente e storico messicano (n. 1731)
- 2 aprile - Thomas Gage, generale britannico (n. 1719)
- 3 aprile - Tommaso Maria Ghilini, cardinale e arcivescovo cattolico italiano (n. 1718)
- 4 aprile - Francesco d'Elci, cardinale italiano (n. 1707)
- 18 aprile - Robert Shirley, VI conte Ferrers, nobile britannico (n. 1723)
- 21 aprile - Giovanni Antonio Farina, profumiere italiano (n. 1718)
- 22 aprile - Josef Starzer, compositore e violinista austriaco (n. 1728)

## Maggio(8)
- 6 maggio - Carolina d'Orange-Nassau, principessa (n. 1743)
- 8 maggio - Antonio Brianti, architetto italiano (n. 1739)
- 10 maggio - William Watson, fisico e botanico britannico (n. 1715)
- 13 maggio - Michelangelo Simonetti, architetto italiano (n. 1731)
- 20 maggio - Giovan Gualberto Brunetti, compositore italiano (n. 1706)
- 25 maggio - Carl Gustav Jablonsky, naturalista, entomologo e illustratore tedesco (n. 1756)
- 28 maggio - Leopold Mozart, compositore e musicista tedesco (n. 1719)
- 31 maggio - Felice di Nicosia, francescano italiano (n. 1715)

## Giugno(6)
- 4 giugno - Hugolín Gavlovič, presbitero e scrittore slovacco (n. 1712)
- 4 giugno - Augusta Elisabetta di Württemberg,  tedesca (n. 1734)
- 13 giugno - Josef Bárta, compositore e organista ceco
- 19 giugno - Sofia Elena Beatrice di Borbone-Francia, nobile francese (n. 1786)
- 20 giugno - Karl Friedrich Abel, compositore e gambista tedesco (n. 1723)
- 26 giugno - Pierre Lenfant, pittore e disegnatore francese (n. 1704)

## Luglio(4)
- 1º luglio - Gaetano Marzagaglia, matematico e presbitero italiano (n. 1716)
- 1º luglio - Carlo di Rohan-Soubise, generale francese (n. 1715)
- 13 luglio - Ignazio Cirri, compositore, organista e presbitero italiano (n. 1711)
- 28 luglio - Antonio Baratti, incisore italiano (n. 1724)

## Agosto(4)
- 1º agosto - Alfonso Maria de' Liguori, vescovo cattolico e compositore italiano (n. 1696)
- 5 agosto - François Francœur, compositore, direttore d'orchestra e violinista francese (n. 1698)
- 5 agosto - Marianne Santini Fabri, scrittrice e poetessa italiana (n. 1715)
- 13 agosto - Antoine-René de Voyer de Paulmy d'Argenson, politico e nobile francese (n. 1722)

## Settembre(6)
- 5 settembre - Francesco Griselini, naturalista e botanico italiano (n. 1717)
- 7 settembre - Carlos FitzJames Stuart, IV duca di Berwick, nobile spagnolo (n. 1752)
- 20 settembre - Alexandre Bultos, attore teatrale belga (n. 1749)
- 26 settembre - Philip Phillips, arcivescovo cattolico irlandese (n. 1716)
- 27 settembre - Thomas Hay, politico scozzese (n. 1710)
- 27 settembre - Ignác František Platzer, scultore e intagliatore ceco (n. 1717)

## Ottobre(8)
- 3 ottobre - Pietro Melchiorre Ferrari, pittore italiano (n. 1735)
- 14 ottobre - Maria Pellegrina Amoretti, giurista italiana (n. 1756)
- 16 ottobre - Raphael Tuki, vescovo cattolico egiziano (n. 1701)
- 24 ottobre - Charles Manners, IV duca di Rutland, nobile inglese (n. 1754)
- 25 ottobre - Pasquale Cafaro, compositore italiano (n. 1715)
- 26 ottobre - Franz Sigismund Adalbert von Lehrbach, diplomatico, nobile e numismatico tedesco (n. 1729)
- 28 ottobre - Johann Karl August Musäus, scrittore tedesco (n. 1735)
- 30 ottobre - Ferdinando Galiani, economista italiano (n. 1728)

## Novembre(8)
- 2 novembre - Abramo II di Gerusalemme, arcivescovo ortodosso greco
- 2 novembre - James Douglas, I baronetto, ammiraglio, politico e nobile britannico (n. 1703)
- 3 novembre - Robert Lowth, vescovo anglicano e scrittore inglese (n. 1710)
- 10 novembre - Cristoforo Dall'Acqua, incisore e disegnatore italiano (n. 1734)
- 15 novembre - Maria Crocifissa Costantini, religiosa italiana (n. 1713)
- 15 novembre - Christoph Willibald Gluck, compositore tedesco (n. 1714)
- 15 novembre - George Ramsay, VIII conte di Dalhousie, nobile e politico inglese (n. 1730)
- 20 novembre - François-Gaston de Lévis, generale francese (n. 1719)

## Dicembre(5)
- 6 dicembre - Yeğen Hacı Mehmed Pascià, politico e militare ottomano (n. 1726)
- 12 dicembre - Jean Valade, pittore francese (n. 1710)
- 13 dicembre - Robert Dundas il Giovane, giurista scozzese (n. 1713)
- 23 dicembre - Luisa di Borbone-Francia, principessa francese (n. 1737)
- 27 dicembre - Henrik Gerner, ingegnere e militare danese (n. 1742)

## Senza giorno specificato(23)
- Kurt Ahmed Pascià, politico e militare albanese
- Mir Ghulam Hasan, poeta indiano
- Ernst Heinrich Abel, pittore tedesco (n. 1721)
- Carlo Amalfi, pittore italiano (n. 1707)
- Vincenzo Belli, orafo italiano (n. 1710)
- Antonio Bonetti, pittore italiano (n. 1710)
- Gian Battista Burato, pittore italiano (n. 1731)
- Valeriano Canati, poeta italiano (n. 1706)
- Henry Dillon, XI visconte Dillon,  irlandese (n. 1705)
- María Antonia Fernández, attrice teatrale spagnola (n. 1751)
- Ignazio Fiorillo, compositore italiano (n. 1715)
- Carlo Galli da Bibbiena, architetto, scenografo e pittore austriaco (n. 1728)
- Giuseppe Gay di Quarti, nobile italiano (n. 1730)
- Andrea Giganti, architetto italiano (n. 1731)
- Şahin Giray, sovrano (n. 1745)
- Carlo Graziani, violoncellista e compositore italiano
- Johann Baptist Klauber, incisore tedesco (n. 1712)
- Henry Lee II, militare e politico inglese (n. 1730)
- Francesco Lorenzi, pittore italiano (n. 1723)
- Tommaso Medin, avventuriero e traduttore italiano (n. 1725)
- Johann Friedrich von Pfeiffer, economista tedesco (n. 1718)
- Abate Pico della Mirandola, nobile e politico italiano (n. 1705)
- Beniamino Simoni, scultore italiano (n. 1712)